# ستيفن غارسيا
ستيفن غارسيا (بالإنجليزية: Stephen Garcia)‏ هو لاعب كرة قدم أمريكية أمريكي، ولد في 15 فبراير 1988 في لوتز في الولايات المتحدة.